# Aerangis gracillima
Aerangis gracillima är en orkidéart som först beskrevs av Friedrich Fritz Wilhelm Ludwig Kraenzlin och fick sitt nu gällande namn av Johan Coenraad Arends och Joyce Stewart. 
Aerangis gracillima ingår i släktet Aerangis och familjen orkidéer. IUCN kategoriserar arten globalt som nära hotad. Inga underarter finns listade i Catalogue of Life.